# Barry England
Barry England (16 Março 1932 - 21 Maio 2009) foi um romancista e dramaturgo inglês. Ficou conhecido principalmente pelo seu thriller de 1968, Figures in a Landscape, nomeado para o Booker Prize inaugural em 1969.

## Vida e obra
England foi criado no seio de uma família católica romana e estudou na Downside School.  Alistou-se no exército britânico e serviu no teatro do Extremo Oriente, onde cumpriu marchas árduas "acima de duas ou três montanhas por dia". A passagem pelo exército revelou-se vantajosa durante a sua carreira literária. Estudou na RADA como dramaturgo e, nessa época, começou a escrever peças para revistas. A primeira peça de teatro de England a ser produzida foi End of Conflict, que foi encenada no Belgrade Theatre em Coventry Novembro de 1961. O jovem Ian McKellen desempenhou um dos papéis principais nessa história de soldados britânicos servindo no Extremo Oriente. O sucesso de End of Conflict levou o Conselho de Artes a conceder uma bolsa de dramaturgia ao autor.

### Figures in a Landscape
Figures in a Landscape foi o primeiro romance de England. Publicado por Jonathan Cape no verão de 1968, foi aclamado pelos críticos como exemplar na literatura de escapismo. Dois soldados, Ansell e MacConnachie, evadiram uma coluna de prisioneiros de guerra num país algures nos trópicos. Para atravessar a fronteira, que dista 400 milhas; têm que percorrer territórios estranhos, afrontar o clima e o terreno, bem como os soldados e helicópteros inimigos. O Times descreveu o livro  "uma obra ferozmente masoquista".
Em 1970, o romance foi transformado em filme, dirigido por Joseph Losey, com Robert Shaw e Malcolm McDowell nos dois papéis principais. Segundo o The Times, England estaria a criar um segundo romance provisoriamente intitulado The Other Woman, mas é incerto se este livro se materializou.

### Conduct Unbecoming
Outra peça também também transformada em filme, Conduct Unbecoming foi outra peça transformada em filme com Stacy Keach, Richard Attenborough e Trevor Howard em papéis principais.
O segundo romance da England, Terra de ninguém (No Man’s Land) foi publicado pela Jonathan Cape em 1997.

## Vida pessoal
England casou-se com a atriz Diane Clare (1938–2013) em 1967, com quem teve dois filhos Kate e Christopher, e permaneceram juntos em Oxfordshire até à sua morte em 2009.